# Sovereign
| Sovereign           | Sovereign                         |
| ------------------- | --------------------------------- |
| Nennwert:           | 1 Pfund Sterling                  |
| Metall:             | 91,67 % Au                        |
| Feingewicht:        | 7,322381 g                        |
| Raugewicht:         | 7,98805 g                         |
| Durchmesser:        | 22,05 mm                          |
| Dicke:              | 1,52 mm                           |
| Rand:               | geriffelt                         |
| Prägejahre:         | 1817–1917, 1925, 1957-heute       |
| Vorderseite         |                                   |
|                     |                                   |
| Motiv:              | Regierender britischer Monarch    |
| Rückseite           |                                   |
|                     |                                   |
| Motiv:              | Sankt Georg mit Lanze und Drachen |
| Entwerfer:          | Benedetto Pistrucci               |
| Datum des Entwurfs: | 1817                              |

Beim Sovereign handelt es sich um das Nominal einer englischen Goldmünze, die zunächst von 1489 bis 1603 geprägt wurde. Ab 1817 kam sie in ihrer heutigen Form mit dem charakteristischen Motiv des St. Georg im Kampf mit dem Drachen wieder als gesetzliches Zahlungsmittel in Umlauf, wobei Prägestätten neben London vor allem Städte in Ländern des Commonwealth mit eigenen Goldvorkommen waren: Ottawa, Sydney, Melbourne, Perth, Bombay und Pretoria. 1917 wurde in Großbritannien die Prägung eingestellt, da der Goldwert den Nennwert von einem Pfund Sterling überstieg. 1925 und 1937 wurden in London nochmals geringe Auflagen geprägt. 1932 beendete auch Südafrika als letzter Staat des Commonwealth mit der Abschaffung der Golddeckung die Prägung als Umlaufmünze. Ab 1957 wurde in Großbritannien die Prägung als Anlagemünze wieder aufgenommen. Als solche ist der Sovereign auch außerhalb Großbritanniens beliebt.

## Gestaltung

### Rückseite

Verschiedene Rückseiten
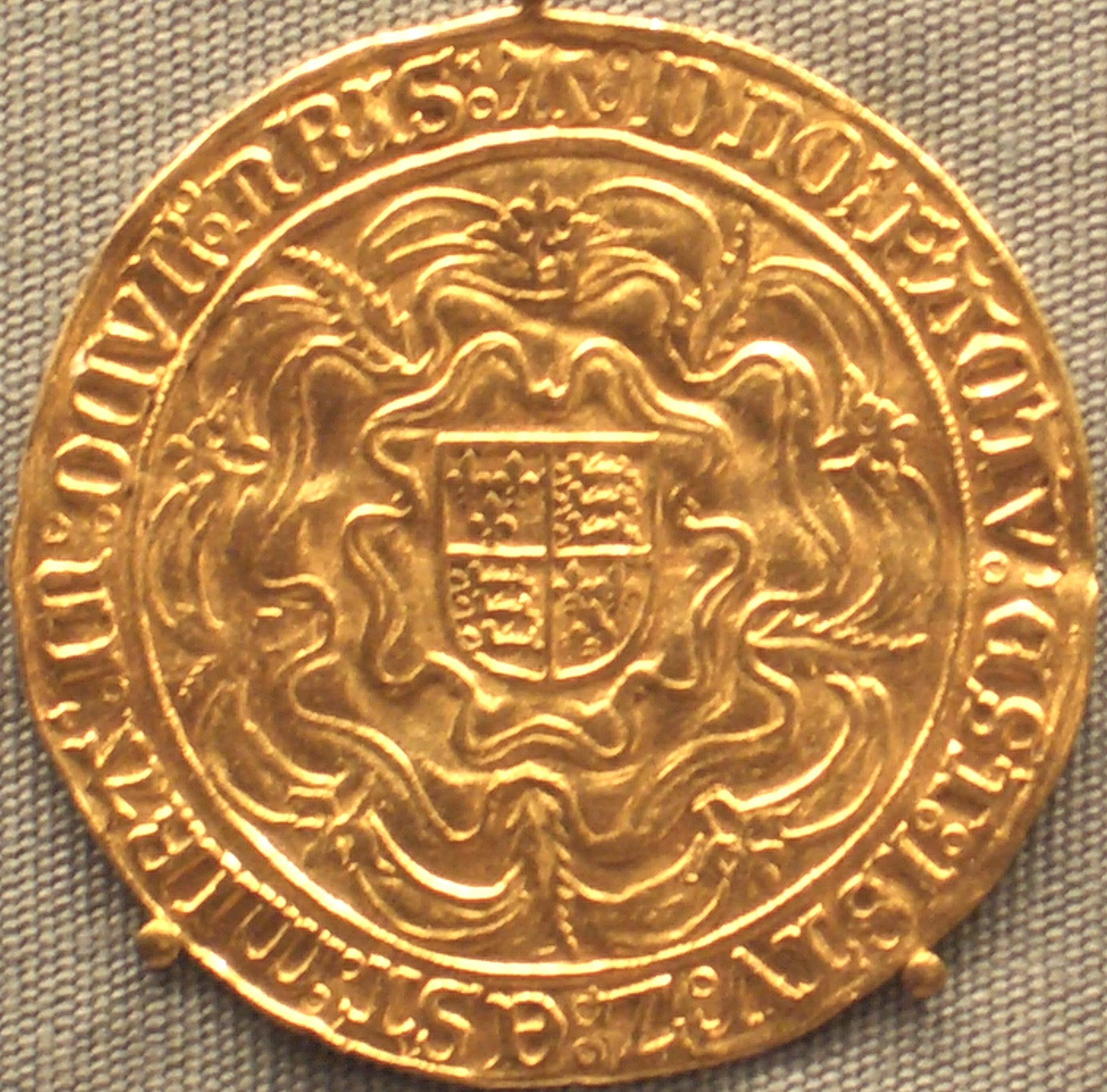
Rückseite eines Sovereign von 1558
Am weitesten verbreitete Rückseite mit St. Georg im Kampf mit dem Drachen
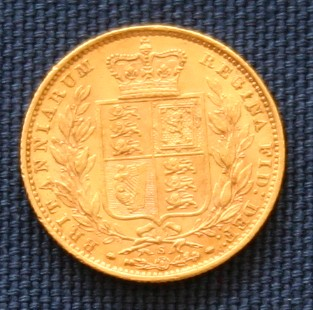
Rückseite mit dem Wappenschild des vereinigten Königreiches
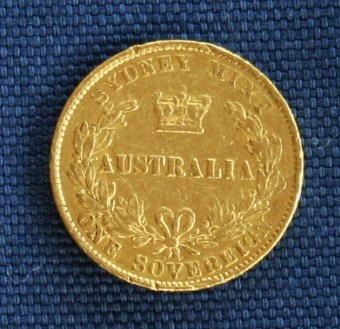
Rückseite der Münzen der Sydney Mint bis 1870

Die Rückseite zeigt seit 1817 – mit einigen Unterbrechungen – den englischen Nationalheiligen St. Georg im Kampf mit dem Drachen, nach einem Entwurf von Benedetto Pistrucci. Im Zeitraum von 1830 bis 1871 wurde auf der Rückseite ausschließlich das Wappen des Vereinigten Königreiches abgebildet. Der Designer hiervon war William Wyon. Zwischen 1871 und 1887 wurden Wappen und St. Georg-Motiv parallel geprägt.
Nach Eröffnung der britischen Münzprägestätte in Sydney 1853 wurde dort bis 1870 eine dritte, unterschiedliche Münzrückseite geprägt. Sehr interessant an diesen Münzen ist die Legierung, die nicht wie bei den übrigen Sovereigns aus einer Gold-/Kupfer-Legierung besteht, sondern in einer Gold-/Silber-Legierung erfolgte. Aus diesem Grunde wurden diese Münzen aufgrund des höheren Rohstoffwertes sehr oft eingeschmolzen.
Eine weitere Ausnahme besteht darin, dass auf der Rückseite der Nennwert „ONE SOVEREIGN“, die Prägestätte „SYDNEY MINT“ und auch das Land „AUSTRALIA“ (das als Staat ja erst ein halbes Jahrhundert später entstand) trug.

### Vorderseite

Verschiedene Vorderseiten
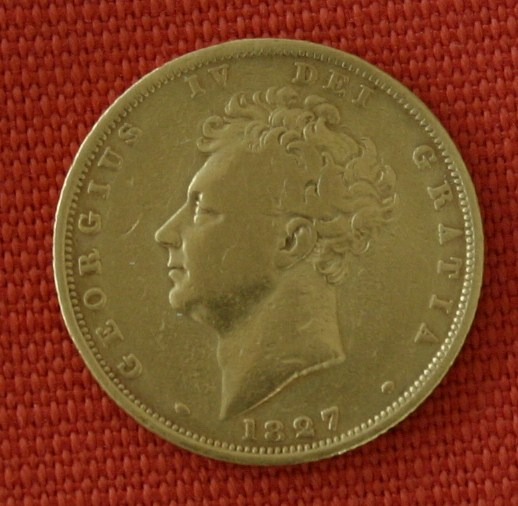
Georg IV., 1827
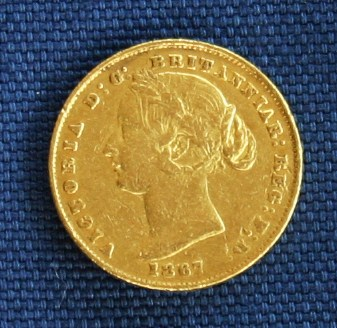
Victoria, geprägt durch Sydney Mint 1867, Auflage ca. 2,3 Mio. Münzen
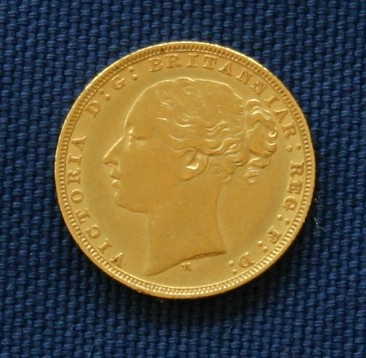
Victoria, Young head, geprägt 1878 in Melbourne, Auflage ca. 2 Mio. Münzen
Victoria, Jubilee head, geprägt 1889 in Sydney, Auflage ca. 3 Mio. Münzen
Victoria, Old head, geprägt 1899 in Melbourne, Auflage ca. 5,5 Mio. Münzen
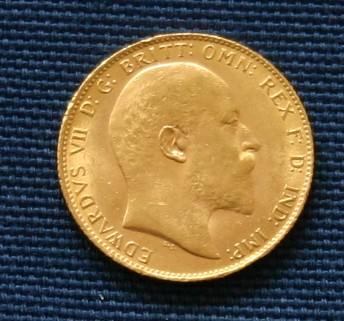
Eduard VII., geprägt 1907 in London, Auflage ca. 18 Mio. Münzen
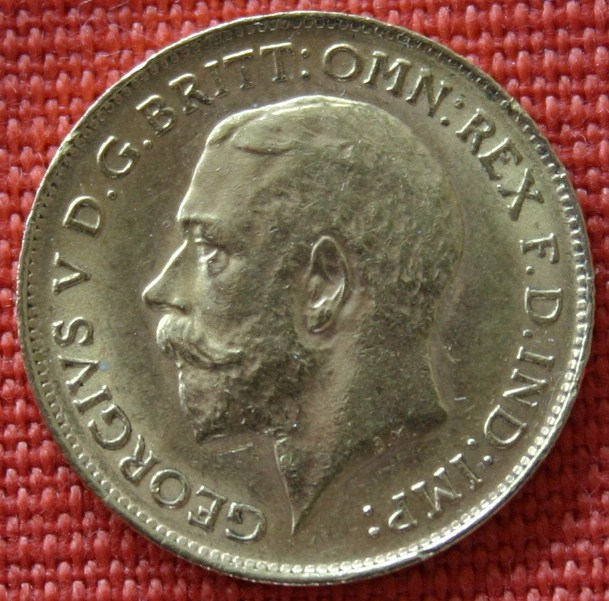
Georg V., geprägt 1927 in Pretoria, damalige Auflage ca. 16 Mio. Münzen
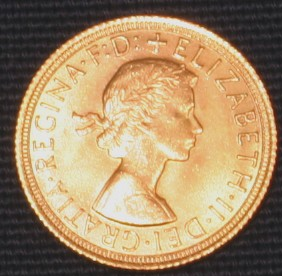
Elisabeth II. von 1966, Auflage ca. 7 Mio. Münzen

Die Vorderseite zeigt ein Kopfbild des jeweiligen Regenten in Seitenansicht. Die Blickrichtung wechselt dabei mit den Regenten: entweder nach links oder nach rechts. Von einigen Regenten gibt es mehrere Darstellungen, z. B. Victoria, die 64 Jahre regierte, ziert die Münzvorderseite in fünf verschiedenen Varianten (immer nach links blickend).

## Geschichte
König Heinrich VII. ließ den Sovereign erstmals 1489 prägen. Im 17. und 18. Jahrhundert wurde er zunächst vom Laurel, später von der Unite und der Guinee verdrängt. 1817 wurde die Prägung nach Maßgabe des Münzgesetzes von 1816 wieder aufgenommen. Er hat seitdem einen Nennwert von einem Pfund Sterling zu 20 Schilling. Bis zum Ersten Weltkrieg war er eine ganz normale Umlaufmünze; Sovereigns waren die Kurantmünzen der britischen Goldstandardwährung. Im Verlaufe des Ersten Weltkriegs verschwanden diese Münzen aus dem Geldumlauf, und an ihre Stelle trat Papiergeld; sie wurden faktisch zu Anlagemünzen. Die Sovereigns wurden nun mit Aufgeld zum Papierpfund und den silbernen und bronzenen Scheidemünzen gehandelt. Als der Goldwert der Sovereigns merklich über den Papierpfundkurs anstieg, wurden viele davon eingeschmolzen. Deshalb kann der Sammlerwert dieser meistgeprägten Goldmünze der Welt (über 1,5 Milliarden Sovereigns wurden bisher geprägt) bei Münzen aus Prägejahren und Prägestätten mit sehr hohen Auflagen jetzt höher sein als bei solchen aus niedrigeren Prägejahrgängen. So wurden zum Beispiel die im Jahr 1917 letztmals noch als Umlaufmünze vorgesehenen, in London geprägten Goldsovereigns zur Bezahlung von Rüstungsgütern an die USA gezahlt. Sie lagerten bis zu ihrer Einschmelzung zu Goldbarren im Jahre 1934 in Fort Knox. Münzen aus dieser Prägung, welche vereinzelt doch in Umlauf kamen, haben deshalb einen sehr hohen Sammlerwert; hier existieren allerdings auch sehr viele Fälschungen. Zum Beispiel wurde von 1917 in den Kolonien geprägten Münzen das Münzzeichen entfernt. Dieses Münzzeichen wurde nur an den in den Kolonien geprägten Münzen angebracht, nicht an den Londoner Münzen.
In folgenden Kolonien wurden Sovereigns mit den entsprechenden Münzzeichen geprägt:
| Münzzeichen | Prägeort                                         |
| ----------- | ------------------------------------------------ |
| Keines      | London, ab 1976 Llantrisant, Wales               |
| M           | Melbourne                                        |
| S           | Sydney                                           |
| C           | Ottawa (Canada)                                  |
| P           | Perth                                            |
| SA          | Pretoria (South Africa)                          |
| I           | Bombay nur 1918, aber 1913–18 auch Delhi (India) |

Das Münzzeichen ist auf den Münzen, welche den heiligen Georg im Kampf gegen den Drachen im Revers abgebildet haben, in der Mitte des stilisierten Bodens (über der Jahreszahl) geprägt, bei älteren ist es auf der Vorderseite angebracht (Sovereigns unter Victoria), und bei Münzen mit dem Wappenschild im Revers befindet sich das Münzzeichen unter der Wappenspitze.
Nach dem Ende des Ersten Weltkriegs wurde der Sovereign nur noch in den britischen Kolonien geprägt, mit Ausnahme der Jahre 1925 und 1937. Im Jahre 1937 wurde der seltenste Sovereign geprägt – da Eduard VIII. abdankte, bevor der Sovereign mit seinem Bildnis herausgegeben wurde, sind nur 3 Exemplare geprägt worden. Außerdem sind 1937 einige wenige Sovereigns mit dem Bildnis von Georg VI. geprägt worden. Der vorerst letzte in größeren Mengen geprägte Sovereign kam 1932 aus Südafrika. Zwischen 1949 und 1952 prägte die Royal Mint erstmals seit 1925 wieder Sovereigns, allerdings nutzte man einfach die Prägestempel des Jahrganges 1925 mit dem Porträt Georgs V. (gestorben 1936), was damalige Sammler aufbrachte, galt der Jahrgang bis dahin doch als selten. Mit Ausnahme von 1953 (4 Stück) wurden erst ab 1957 wieder englische Sovereigns mit dem Konterfei des jeweiligen Regenten geprägt.
Alle Sovereigns (unabhängig von ihrem Prägejahr) sind auch heute noch formal gültige Zahlungsmittel. Ihr Nominalwert entspricht dabei nach wie vor 1 Pfund Sterling. Der Goldwert beträgt heute aber ein Vielfaches der Kaufkraft des heutigen (Papier-)Pfunds.

## Spezifikation und Varianten
Das Raugewicht betrug nach der ursprünglichen Definition 7,988052 g; das Münzgesetz von 1971 setzte den Standard auf exakt 7,98805 g fest. Das Feingewicht von 7,322381 g entspricht 0,235420 (exakt: 1320/5607) Feinunzen oder 113,0016 englischen Gran (gemäß der ursprünglichen Festlegung; der tatsächliche Goldgehalt kann aufgrund von erlaubten Toleranzen und Abrieb leicht davon abweichen.) Der Feingehalt ist 22 Karat (916⅔/1000).
Nach dem Muster des Sovereigns wurden auch Halb- und Doppelsovereigns sowie Fünf-Pfund-Münzen geprägt, wobei die 2- und 5-Pfund-Stücke nur in Sätzen als Sammlermünzen verausgabt wurden. Die Halbsovereigns wurden hingegen parallel zum normalen Sovereign auch für den Umlauf geprägt.
Das Raugewicht eines Halbsovereign beträgt 3,994025 g, das des Doppelsovereigns 15,9761 g, und der 5-Pfund-Sovereign wiegt 39,94025 Gramm.
Die zwischen 1963 und 1983 geprägten südafrikanischen 1- und 2-Rand-Stücke entsprechen in Größe, Gewicht und Feingehalt den Halb- bzw. Standard-Sovereigns, selbiges gilt für die saudi-arabischen Guinea-Goldmünzen der Jahre 1950 und 1957 sowie für die peruanischen Libra-Münzen in den Ausführungen 1 Libra (entspricht dem Sovereign), 1/2 und 1/5 Libra. Die persischen Pahlevi-Münzen enthalten ebenfalls 7,32 Gramm Gold, sind jedoch etwas größer, weil aus 900er Gold geprägt.